# Avanton
Avanton és un municipi francès situat al departament de la Viena i a la regió de la Nova Aquitània. L'any 2007 tenia 1.829 habitants.

## Demografia

### Població
El 2007 la població de fet d'Avanton era de 1.829 persones. Hi havia 669 famílies de les quals 107 eren unipersonals (37 homes vivint sols i 70 dones vivint soles), 235 parelles sense fills, 302 parelles amb fills i 25 famílies monoparentals amb fills.
La població ha evolucionat segons el següent gràfic:
Habitants censats

### Habitatges
El 2007 hi havia 695 habitatges, 674 eren l'habitatge principal de la família, 7 eren segones residències i 14 estaven desocupats. 670 eren cases i 19 eren apartaments. Dels 674 habitatges principals, 541 estaven ocupats pels seus propietaris, 128 estaven llogats i ocupats pels llogaters i 5 estaven cedits a títol gratuït; 15 tenien una cambra, 14 en tenien dues, 63 en tenien tres, 201 en tenien quatre i 380 en tenien cinc o més. 575 habitatges disposaven pel capbaix d'una plaça de pàrquing. A 227 habitatges hi havia un automòbil i a 424 n'hi havia dos o més.

### Piràmide de població
La piràmide de població per edats i sexe el 2009 era:
| Homes | Edats   | Dones |
| ----- | ------- | ----- |
| 0     | 95 o +  | 4     |
| 0     | 90 a 94 | 0     |
| 4     | 85 a 89 | 12    |
| 4     | 80 a 84 | 0     |
| 8     | 75 a 79 | 24    |
| 16    | 70 a 74 | 16    |
| 12    | 65 a 69 | 32    |
| 44    | 60 a 64 | 20    |
| 44    | 55 a 59 | 48    |
| 84    | 50 a 54 | 80    |
| 48    | 45 a 49 | 44    |
| 80    | 40 a 44 | 64    |
| 56    | 35 a 39 | 44    |
| 44    | 30 a 34 | 72    |
| 28    | 25 a 29 | 28    |
| 44    | 20 a 24 | 32    |
| 64    | 15 a 19 | 56    |
| 56    | 10 a 14 | 60    |
| 40    | 5 a 9   | 36    |
| 24    | 0 a 4   | 48    |

## Economia
El 2007 la població en edat de treballar era de 1.210 persones, 937 eren actives i 273 eren inactives. De les 937 persones actives 882 estaven ocupades (471 homes i 411 dones) i 55 estaven aturades (22 homes i 33 dones). De les 273 persones inactives 120 estaven jubilades, 89 estaven estudiant i 64 estaven classificades com a «altres inactius».

### Ingressos
El 2009 a Avanton hi havia 669 unitats fiscals que integraven 1.778 persones, la mediana anual d'ingressos fiscals per persona era de 19.786 €.

### Activitats econòmiques
Dels 54 establiments que hi havia el 2007, 1 era d'una empresa alimentària, 3 d'empreses de fabricació d'altres productes industrials, 14 d'empreses de construcció, 9 d'empreses de comerç i reparació d'automòbils, 2 d'empreses de transport, 4 d'empreses d'hostatgeria i restauració, 1 d'una empresa d'informació i comunicació, 5 d'empreses financeres, 1 d'una empresa immobiliària, 9 d'empreses de serveis, 3 d'entitats de l'administració pública i 2 d'empreses classificades com a «altres activitats de serveis».
Dels 16 establiments de servei als particulars que hi havia el 2009, 1 era una oficina de correu, 2 tallers de reparació d'automòbils i de material agrícola, 6 paletes, 1 guixaire pintor, 2 lampisteries, 2 electricistes, 1 perruqueria i 1 agència immobiliària.
Dels 2 establiments comercials que hi havia el 2009, 1 era una fleca i 1 una carnisseria.
L'any 2000 a Avanton hi havia 13 explotacions agrícoles que ocupaven un total de 880 hectàrees.

## Equipaments sanitaris i escolars
El 2009 hi havia 1 escola maternal i 1 escola elemental.

## Poblacions més properes
El següent diagrama mostra les poblacions més properes.